# المقطوعة الحالمة رقم 20 (شوبان)

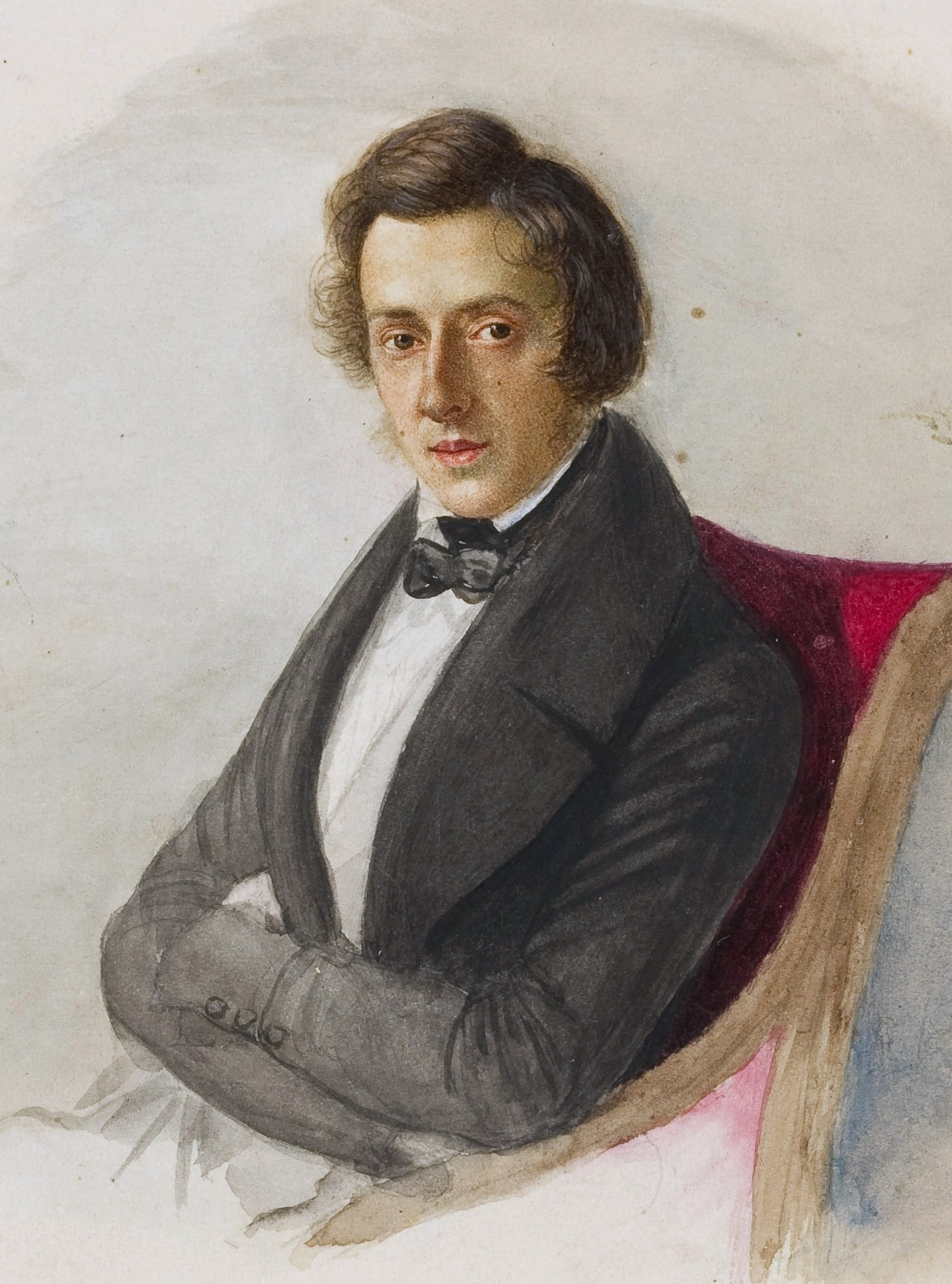
شوبان، 1835

المقطوعة الحالمة رقم 20، من تأليف فريدريك شوبان سنة 1830 ونشرت بعد موته سنة 1870.
قام شوبان بإهداء المقطوعة لأخته لودويكا شوبان قائلاً: «أهدي المقطوعة إلى أختي لودويكا كتدريب قبل البدء بحفلتي الموسيقية الثانية». تم نشر المقطوعة بعد موته بـ 26 سنة، ويطلق عليها «بطيئة مع تعبير عظيم» وفي بعض الاحيان «ذكرى ماضية».
تم عزف المقطوعة من قبل أحد الناجين من الهولوكوست ناتاليا كارب لقائد معسكر اِعتقال النازي آمون غوث، ونجت المعتقلة من القتل بعد عجابه بعزفها للمقطوعة.

## الثقافة الشعبية
ظهرت المقطوعة في عدة أعمال ترفيهية، منها:
- فيلم عازف البيانو 2002
- مسلسل المدمر: سجلات ساره كونر
- المسلسل البريطاني حرب فوايل
- ألبوم المغنية أليشيا كيز «كما أنا»
- فيلم فتى الكاراتيه 2010
- فيلم صانع السلام 1997
- مسلسل الجريمة الدرامي القتل
- فيلم الرعب حراس الحانة 2011
- لعبة داينج لايت
- لعبة مافيا 3
- فيلم جون ويك الجزء الرابع 2023